# Spheciospongia ramulosa
Spheciospongia ramulosa är en svampdjursart som först beskrevs av Lendenfeld 1888.  Spheciospongia ramulosa ingår i släktet Spheciospongia och familjen borrsvampar. Inga underarter finns listade i Catalogue of Life.